# FK Javor Ivanjica
FK Javor Ivanjica je nogometni klub iz Ivanjice u Srbiji.
Klub je osnovan 1912. godine. U drugu je ligu ušao 1994. godine, a u prvu ligu 2002. prvi put. Trenutačno je u prvoj ligi. Osnivanje kluba pod novim imenom 2005. godine sponzorirala je tvrtka Habitfarm. 
Imaju jako dobro razvijen skauting u afričkim zemljama. Tako je zadnjih 5 godina u dresu Javor igralo više afričkih igrača (Odita, Tamwanjera, Adjuru...).
Njihov stadion može primiti 4.000 gledatelja.
Boje kluba su crvena i bijela.

## Vanjske poveznice
- Službene stranice